# Élections sénatoriales de 2020 dans le Calvados
Les élections sénatoriales dans le Calvados se sont tenues le dimanche 27 septembre 2020. Elles ont eu pour but d'élire les sénateurs représentant le département au Sénat pour un mandat de six années.

## Contexte départemental
Lors des élections sénatoriales de 2014 dans le Calvados, trois sénateurs ont été élus selon un mode de scrutin proportionnel.
Depuis, tous les effectifs du collège électoral des grands électeurs ont été renouvelés, avec les élections départementales de 2015, les élections régionales de 2015, les élections législatives de 2017 et les élections municipales de 2020.
La liste des grands électeurs a été fixée le 21 juillet 2020 et contient 2 093 personnes.
1. Députés : 6 ;
2. Sénateurs : 3 ;
3. Conseillers régionaux : 22 ;
4. Conseillers départementaux : 50 ;
5. Délégués de conseils municipaux : 2 012.

Ont aussi été désigné 1 780 remplaçants éventuels.

## Sénateurs sortants
| Sénateur | Sénateur            | Parti | Fonctions lors de l'élection en 2014                     |
| -------- | ------------------- | ----- | -------------------------------------------------------- |
|          | Corinne Féret       | PS    | Conseillère municipale de Caen                           |
|          | Sonia de La Provôté | LC    | Conseillère générale, première adjointe au maire de Caen |
|          | Pascal Allizard     | LR    | Conseiller général, maire de Condé-sur-Noireau           |

## Présentation des listes et des candidats
Les nouveaux représentants sont élus pour une législature de 6 ans au suffrage universel indirect par les 2 093 grands électeurs du département. Dans le Calvados, les sénateurs sont élus au scrutin proportionnel plurinominal. Leur nombre reste inchangé, trois sénateurs sont à élire et cinq candidats doivent être présentés sur la liste pour qu'elle soit validée. Chaque liste de candidats est obligatoirement paritaire et alterne entre les hommes et les femmes. Plusieurs listes seront déposées dans le département. Elles sont présentées ici dans l'ordre de leur dépôt à la préfecture et comportent l'intitulé figurant aux dossiers de candidature.

### Majorité présidentielle (LREM-MoDem-Agir)
| N° | Candidats | Candidats               | Parti | Principales fonctions                       |
| -- | --------- | ----------------------- | ----- | ------------------------------------------- |
| 01 |           | Pascal Sérard           | LREM  | Maire de Carpiquet                          |
| 02 |           | Élif Dal                | DVC   | Adjointe au maire de Norolles               |
| 03 |           | David Lemaresquier      | LREM  | Adjoint au maire de Bayeux                  |
|    |           |                         |       |                                             |
| 04 |           | Stéphanie Fresnais      | DVC   | Conseillère municipale de Trouville-sur-Mer |
| 05 |           | Christophe Le Boulanger | LREM  | Maire de Caumont-sur-Aure                   |

### Parti radical de gauche
| N° | Candidats | Candidats                 | Parti | Principales fonctions                    |
| -- | --------- | ------------------------- | ----- | ---------------------------------------- |
| 01 |           | Franck Guéguéniat         | PRG   | Conseiller régional, maire d'Épron       |
| 02 |           | Marie-Chantal Reffuveille | DVG   | Adjointe au maire de Blainville-sur-Orne |
| 03 |           | Patrice Mèche             | PRG   | Adjoint au maire de Condé-en-Normandie   |
|    |           |                           |       |                                          |
| 04 |           | Maryvonne Mottin          | PRG   |                                          |
| 05 |           | Olivier Sauvage           | PRG   | Conseiller municipal de Falaise          |

### Union du centre et de la droite
| N° | Candidats | Candidats           | Parti | Principales fonctions                                                                           |
| -- | --------- | ------------------- | ----- | ----------------------------------------------------------------------------------------------- |
| 01 |           | Sonia de La Provôté | LC    | Sénatrice sortante, conseillère municipale de Caen                                              |
| 02 |           | Pascal Allizard     | LR    | Sénateur sortant                                                                                |
| 03 |           | Audrey Gadenne      | DVD   | Conseillère départementale, conseillère municipale de Reux                                      |
|    |           |                     |       |                                                                                                 |
| 04 |           | Patrick Thomines    | DVD   | Conseiller départemental, président de la CC Isigny-Omaha Intercom, maire de Colleville-sur-Mer |
| 05 |           | Véronique Maymaud   | UDI   | Conseillère départementale, adjointe au maire de Saint-Pierre-en-Auge                           |

### Divers gauche
| N° | Candidats | Candidats              | Parti | Principales fonctions                 |
| -- | --------- | ---------------------- | ----- | ------------------------------------- |
| 01 |           | Xavier Le Coutour      | DVG   | Conseiller municipal de Caen          |
| 02 |           | Reine Awadé            | DVG   |                                       |
| 03 |           | Guillaume Gastebois    | DVG   | Conseiller municipal d'Isigny-sur-Mer |
|    |           |                        |       |                                       |
| 04 |           | Catherine Rivière      | DVG   | Conseillère municipale de Thaon       |
| 05 |           | Thierry Noël-Dubuisson | DVG   |                                       |

### Parti de la France
| N° | Candidats | Candidats         | Parti | Principales fonctions |
| -- | --------- | ----------------- | ----- | --------------------- |
| 01 |           | Bruno Hirout      | PDF   |                       |
| 02 |           | Odile Drougard    | PDF   |                       |
| 03 |           | Guillaume Aguillé | PDF   |                       |
|    |           |                   |       |                       |
| 04 |           | Laure Guyon       | PDF   |                       |
| 05 |           | Quentin Douté     | PDF   |                       |

### Union de la gauche
| N° | Candidats | Candidats       | Parti | Principales fonctions              |
| -- | --------- | --------------- | ----- | ---------------------------------- |
| 01 |           | Corinne Féret   | PS    | Sénatrice sortante                 |
| 02 |           | Francis Joly    | EÉLV  | Conseiller municipal de Caen       |
| 03 |           | Danièle Garnier | PCF   | Adjointe au maire de Dives-sur-Mer |
|    |           |                 |       |                                    |
| 04 |           | Alain Bauda     | PS    | Maire d'Aure sur Mer               |
| 05 |           | Annie Bihel     | PS    |                                    |

### Rassemblement national
| N° | Candidats | Candidats               | Parti | Principales fonctions                         |
| -- | --------- | ----------------------- | ----- | --------------------------------------------- |
| 01 |           | Emmanuel Norbert-Couade | RN    | Conseiller municipal de Mézidon Vallée d'Auge |
| 02 |           | Chantal Henry           | RN    | Conseiller municipal de Mondeville            |
| 03 |           | Philippe Chapron        | RN    | Conseiller municipal de Bayeux                |
|    |           |                         |       |                                               |
| 04 |           | Isabelle Gilbert        | RN    | Conseillère municipale de Caen                |
| 05 |           | Jean-Philippe Roy       | RN    | Conseiller régional                           |

## Résultats
| Tête de liste                                                                             | Tête de liste            | Liste                                | Voix  | %     | Sièges |  |
| ----------------------------------------------------------------------------------------- | ------------------------ | ------------------------------------ | ----- | ----- | ------ |  |
|                                                                                           | Sonia de La Provôté      | Divers centre (LC - LR - UDI)        | 925   | 45,54 | 2      |  |
| Unis pour le Calvados                                                                     |                          |                                      | 925   | 45,54 | 2      |  |
|                                                                                           | Corinne Féret            | Union de la gauche (PS - EELV - PCF) | 533   | 26,24 | 1      |  |
| Le Calvados ensemble - Proximité, écologie, solidarités                                   |                          |                                      | 533   | 26,24 | 1      |  |
|                                                                                           | Pascal Sérard            | Divers centre (LREM)                 | 314   | 15,46 | 0      |  |
| Renaissance de nos territoires                                                            |                          |                                      | 314   | 15,46 | 0      |  |
|                                                                                           | Franck Guéguéniat        | Divers gauche (PRG)                  | 84    | 4,14  | 0      |  |
| Pour nos territoires, une autre voix                                                      |                          |                                      | 84    | 4,14  | 0      |  |
|                                                                                           | Emmanuel Norbert-Couade  | Rassemblement national               | 80    | 3,94  | 0      |  |
| Liste localiste présentée par le Rassemblement national pour le rééquilibrage territorial |                          |                                      | 80    | 3,94  | 0      |  |
|                                                                                           | Xavier Le Coutour        | Divers gauche                        | 74    | 3,64  | 0      |  |
| Travailler avec tous !                                                                    |                          |                                      | 74    | 3,64  | 0      |  |
|                                                                                           | Bruno Hirout             | Extrême droite (PDF)                 | 21    | 1,03  | 0      |  |
| Le Parti de la France, la vraie droite nationale !                                        |                          |                                      | 21    | 1,03  | 0      |  |
|                                                                                           |                          |                                      |       |       |        |  |
| Votes valides                                                                             | Votes valides            | Votes valides                        | 2 031 | 98,45 |        |  |
| Votes blancs                                                                              | Votes blancs             | Votes blancs                         | 11    | 0,51  |        |  |
| Votes nuls                                                                                | Votes nuls               | Votes nuls                           | 21    | 1,02  |        |  |
| Total                                                                                     | Total                    | Total                                | 2 063 | 100   | 3      |  |
| Abstention                                                                                | Abstention               | Abstention                           | 30    | 1,43  |        |  |
| Inscrits / participation                                                                  | Inscrits / participation | Inscrits / participation             | 2 093 | 98,57 |        |  |

### Sénateurs élus
| Sénateur | Sénateur            | Parti |
| -------- | ------------------- | ----- |
|          | Corinne Féret       | PS    |
|          | Sonia de La Provôté | LC    |
|          | Pascal Allizard     | LR    |